# Пора!
«Пора́!» — назва двох громадських організацій, що діяли в Україні.
Пора! (чорна) та Пора! (жовта) — недержавні молодіжні організації, активні учасники Помаранчевої революції у листопаді-грудні 2004 року та подій, що їй передували.
Попри те, що це окремі організації, зовсім різні за структурами, способами фінансування тощо, у суспільстві довгий час їх не розрізняли. Цьому сприяло перш за все уникнення згадок про окремість у ЗМІ, щоб не склалося враження про розкол. У активістів обох рухів були намагання діяти спільно.

## Історія появи спільної назви
У листопаді 2003 року активісти майбутньої Чорної Пори провели 2 наради, на яких активно обговорювали питання назви організації. Було запропоновано близько 40 варіантів. У результаті, після довгих суперечок, погодились із назвою «Пора!». Однак, остаточно її затвердили на розширених зборах 8 березня. Назву «Пора!» придумав Олег Кирієнко, український емігрант з Греції.
У лютому 2004 року на одному з останніх семінарів, який відбувся у Тернополі, активісти Чорної Пори продемонстрували фокус-групу щодо назви «Пора!». Через одного з її учасників, Олега Яценка, інформація про назву потрапила у середовище Владислава Каськова, що використав її, покинувши займатись брендом «Хвиля свободи».
Через те, що агітматеріали Чорної Пори були чорно-білого кольору та надруковані на звичайних принтерах та ксероксах, організація згодом отримала неофіційну назву «Чорна Пора», що стало способом відрізняти її від іншої Пори, агітматеріали якої були видруковані поліграфським способом і яка свою неофіційну назву «Жовта Пора» отримала за аналогією.

## Співіснування«чорних»та«жовтих»

### Спроби співпраці та об'єднання
Учасники обох організацій робили спроби об'єднатися у один рух. Цього не сталося через те, що керівники «жовтих», особливо Владислав Каськів, мали амбіції на абсолютне лідерство. 
В серпні 2004 року була проведена спільна нарада, розроблено спільний логотип і досягнуто домовленості про вільний обмін інформацією між сайтами. «Чорні» одразу почали використовувати спільний логотип. У той самий час нову партію поліграфії «жовтих» випустили зі старим логотипом. Це не сподобалось «чорним» активістам. Окрім того, навіть за умови використання логотипа, «жовті» не йшли на втрату чи поділ своїх повноважень. Неодноразові спроби створити координаційну раду не дали очікуваного результату. Все одно більшість рішень приймалися «жовтими» у «ручному режимі».
Владислав Каськів практично одноосібно відповідав за фінансування, і його ця ситуація задовольняла. «Чорні» зробили ще одну спробу до єдності – провели форум Пори у Києві. На форумі ухвалили рішення про об'єднання двох структур в єдину, з єдиною назвою «Громадянська кампанія «ПОРА!» та спільним логотипом. Проте, з обох сторін не було досягнуто домовленостей щодо об'єднання координаційних центрів та спільного використання ресурсів. Відтоді «Пора!» діяла як єдиний організм із двома різними системами управління.

### Проєкт спільної символіки

Спільна наліпка з використанням спільного логотипу та зазначенням сайтів обох організацій

Під час проведеного «чорними» форуму Пори у Києві, на який запросили «жовтих», вирішили, в результаті об'єднання та використання спільної назви, створити спільний логотип. За основу бралося «сонце, що сходить» у трикутнику за прикладом логотипа Чорної Пори із підписом «ПОРА!», де замість букви «О» був годинник за прикладом логотипа Жовтої Пори.

### Конфлікти
До та під час Помаранчевої революції і «чорні», і «жовті» вважали необхідним уникати будь-якого широкого обговорення різності, котра могла бути сприйнята як розкол. У березні 2005 лідери Жовтої Пори Владислав Каськів, Андрій Юсов та Євген Золотарьов заявили про створення політичної партії «Пора». Це викликало спротив з боку багатьох активістів Чорної Пори. На їхню думку, партія «ПОРА» таки створюється не на основі Громадянської Кампанії «ПОРА!», а навпаки супроти волі більшості її активістів: і «жовтих», і тим паче «чорних». Отже, новостворена партія не має ані морального, ані юридичного права користуватись політичним капіталом здобутим широким громадським рухом, що діє під такою ж назвою ще з березня 2004 року.